# Ernst Ludwig Lichtenhahn
Johann Ernst Ludwig Lichtenhahn (* 11. August 1770 in Welschenreuth (Bayern); † 10. Februar 1824 in Basel) war ein Schweizer Politiker und eidgenössischer Generalstabsoberst. 
Lichtenhahn war der Sohn des Pfarrers Johann Rudolf Lichtenhahn und von Eleanora Lichtenhahn-Stückelberger. Er entstammte der Basler Familie Liechtenhan, da jedoch sein Vater sich in „Lichtenhahn“ umbenannte, entstand somit ein zweiter Zweig der Familie mit anderer Namensform.
Nach der schulischen Grundausbildung sollte er in die Fussstapfen seines Vaters treten und begann 1787 ein Theologiestudium, das er jedoch nicht abschloss. Von 1789 bis 1802 leistete Lichtenhahn Solddienst für die französische Armee in Brabant und Holland. 1803 wurde er Offizier in britischen Diensten in Irland. Zwischen 1804 und 1824 war er im Dienst der Schweizer Armee: Lichtenhahn war Milizinspektor, Platz- und Garnisonskommandant der Basler Brigaden und war für die Grenzsicherung im Thurgau, Prättigau und Engadin zuständig. 1804 wurde er zum Aide-Major, 1813 zum Oberst und 1815 schliesslich zum eidgenössischen Generalstaboberst ernannt.
Daneben war Lichtenhahn auch politisch engagiert und war im Basler Grossen Rat vertreten. Lichtenhahn starb 1824 in seiner Heimatstadt Basel. Er blieb zeitlebens ledig; zwei Ururenkel seines Bruders (also Ururgrossneffen) sind der Schauspieler Fritz Lichtenhahn und der Musikologe Ernst Lichtenhahn.